# Андрадина (микрорегион)
Андрадина (порт. Microrregião de Andradina) — микрорегион в Бразилии, входит в штат Сан-Паулу. Составная часть мезорегиона Арасатуба. 
Население составляет 	181 710	 человек (на 2010 год). Площадь — 	6 886,209	 км². Плотность населения — 	26,39	 чел./км².

## Демография
Согласно сведениям, собранным в ходе переписи 2010 г. Национальным институтом географии и статистики (IBGE), население микрорегиона составляет:						
| Полное население                             | Полное население                             | Полное население                             | Полное население                             | 181 710 |
| -------------------------------------------- | -------------------------------------------- | -------------------------------------------- | -------------------------------------------- | ------- |
| в том числе:                                 | Городское население                          | 160 247                                      | Процент городского населения, %              | 88,19   |
|                                              | Сельское население                           | 21 463                                       | Процент сельского населения, %               | 11,81   |
|                                              | Мужское население                            | 91 253                                       | Процент мужского населения, %                | 50,22   |
|                                              | Женское население                            | 90 457                                       | Процент женского населения, %                | 49,78   |
| Плотность населения, чел/км²                 | Плотность населения, чел/км²                 | Плотность населения, чел/км²                 | Плотность населения, чел/км²                 | 26,39   |
| Население микрорегиона в % к населению штата | Население микрорегиона в % к населению штата | Население микрорегиона в % к населению штата | Население микрорегиона в % к населению штата | 0,44    |

## Статистика
- Валовой внутренний продукт на 2003 составляет 3 200 297 996,00 реалов (данные: Бразильский институт географии и статистики).
- Валовой внутренний продукт на душу населения на 2003 составляет 18 135,59 реалов (данные: Бразильский институт географии и статистики).
- Индекс развития человеческого потенциала на 2000 составляет 0,795 (данные: Программа развития ООН).

## Состав микрорегиона
В составе микрорегиона включены следующие муниципалитеты:
1. Андрадина
2. Кастилью
3. Гуарасаи
4. Илья-Солтейра
5. Итапура
6. Мирандополис
7. Мурутинга-ду-Сул
8. Нова-Индепенденсия
9. Перейра-Баррету
10. Суд-Меннукси
11. Сузанаполис